# Abeilhan
Abeilhan är en kommun i departementet Hérault i regionen Occitanien i södra Frankrike. Kommunen ligger i kantonen Servian som tillhör arrondissementet Béziers. År 2022 hade Abeilhan 1 824 invånare.

## Befolkningsutveckling
Antalet invånare i kommunen Abeilhan
Referens:INSEE